# Lapitaichthys frickei
Lapitaichthys frickei – gatunek morskiej ryby z rodziny Bythitidae. Jedyny przedstawiciel rodzaju Lapitaichthys.

## Występowanie
Zachodnia część Pacyfiku (Nowa Kaledonia, Wyspy Lojalności).
Dorasta do 5 cm długości.